# Referéndum autonómico de la Guayana Francesa de 2010
El referéndum autonómico de la Guayana Francesa de 2010 se realizó el 10 de enero de 2010. El objetivo de este referéndum era decidir el cambio de estatus administrativo de la Guayana Francesa dentro la República Francesa. La propuesta autonómica fue rechazada por el 69.8% de los votantes; de haber sido aprobada, la Guayana Francesa hubiera dejado de ser una región de Francia, para convertirse en una colectividad de ultramar (estatus similar al que posee la Polinesia Francesa) y se le hubiera dado mayor poder al gobierno local. Unas 67 000 personas estaban autorizadas para votar.
El referéndum había sido anunciado por el presidente francés Nicolas Sarkozy en junio de 2009, como respuesta a una serie de protestas y huelgas que sacudieron diversos departamentos de ultramar franceses a inicios de 2009. Simultáneamente al referéndum en la Guayana Francesa, se llevó a cabo otro similar en Martinica. Ambos departamentos presentaban niveles de desempleo de 22%. El cambio de estatus también fue rechazado en Martinica.